# Didiscus aceratus
Didiscus aceratus är en svampdjursart som först beskrevs av Ridley och Arthur Dendy 1886.  Didiscus aceratus ingår i släktet Didiscus och familjen Heteroxyidae. Inga underarter finns listade i Catalogue of Life.